# ماتئو آرنا
ماتئو آرنا (انگلیسی: Matteo Arena؛ زادهٔ ۱۴ ژانویهٔ ۱۹۹۹) بازیکن فوتبال اهل ایتالیا است که در پست مدافع میانی برای باشگاه فوتبال اسپال در سری سی گروه بی بازی می‌کند.